# Ighil Ali
Ighil Ali' (em árabe: إغيل على) é uma comuna localizada na província de Bugia, no norte da Argélia. Segundo o censo de 2008, a população total da cidade era de 9 526 habitantes.